# Arrondissement de Heidenheim
L'arrondissement de Heidenheim est un arrondissement  ("Landkreis" en allemand) de Bade-Wurtemberg (Allemagne) situé dans le district ("Regierungsbezirk" en allemand) de Stuttgart. Son chef lieu est Heidenheim an der Brenz.

## Villes, communes & communautés d'administration
(nombre d'habitants en 2006)
| Städte 1. Giengen an der Brenz, Große Kreisstadt (19 979) 2. Heidenheim an der Brenz, Große Kreisstadt (49 376) 3. Herbrechtingen (13 162) 4. Niederstotzingen (4 880) Verwaltungsgemeinschaften bzw. Gemeindeverwaltungsverbände 1. Vereinbarte Verwaltungsgemeinschaft der Stadt Giengen an der Brenz mit der Gemeinde Hermaringen 2. Vereinbarte Verwaltungsgemeinschaft der Stadt Heidenheim an der Brenz mit der Gemeinde Nattheim 3. Gemeindeverwaltungsverband "Sontheim-Niederstotzingen" mit Sitz in Sontheim an der Brenz; Mitgliedsgemeinden: Stadt Niederstotzingen und Gemeinde Sontheim an der Brenz | Gemeinden 1. Dischingen (4 544) 2. Gerstetten (12 021) 3. Hermaringen (2 315) 4. Königsbronn (7 435) 5. Nattheim (6 337) 6. Sontheim an der Brenz (5 618) 7. Steinheim am Albuch (8 859) |

## Histoire
- Cercle de la Jagst